# Luna (Etrúria)
Luna (en grec antic Λούνα o Σελήνης πόλις) va ser una ciutat d'Etrúria, a l'esquerra del riu Macra a poca distància de la seva desembocadura i, per tant, prop de Ligúria.
De fet hi ha discrepàncies sobre si era una ciutat etrusca o lígur i se suposa que eren degudes no a la seva proximitat a la frontera entre els dos països, sinó a que va ser en diverses èpoques a mans d'uns o d'altres. Plini el Vell l'esmenta com la primera ciutat d'Etrúria i també la situen a Etrúria Estrabó, que inicia des d'allí la descripció de la costa dels etruscs, i Claudi Ptolemeu, que com Plini, diu que era una ciutat de primer ordre. Pomponi Mela l'assigna en canvi a Ligúria. Quan es va decidir que el riu Macra era el límit entre les dues regions, Luna va quedar dins Etrúria però anteriorment, quan els romans van arribar a la zona, eren els lígurs els que la dominaven. Titus Livi diu que va ser etrusca abans de pertànyer als lígurs, però de moment no s'hi han trobat restes etrusques.
Els romans dirigits per Domitius Calvinus la van ocupar als lígurs però la data no és coneguda i no es pot fixar amb certesa, encara que seria després de la Primera Guerra Púnica, és a dir, després de l'any 240 aC. El primer que se sap cert és que s'hi va establir una colònia l'any 177 aC però també amb això hi ha discrepàncies, ja que podria ser colonia lucam en lloc de colonia lunam. Els pisans es van queixar el 169 aC de les usurpacions dels colons romans al seu territori per la qual cosa els dos districtes devien ser veïns.
La colònia no va prosperar i a la guerra civil al segle i aC estava en plena decadència; va rebre un cos de colons de refresc amb el Segon Triumvirat però no va augmentar i era una petita ciutat segons Estrabó. No apareix esmentada específicament durant l'Imperi romà però apareix als Itineraris del segle iv i també la mencionen Plini el Vell, Claudi Ptolemeu i Rutili Claudi Namacià, i s'ha trobat alguna inscripció que en fa referència.
El seu vi era considerat molt bo, el millor d'Etrúria, i els seus formatges eren excel·lents, segons Plini el Vell, però la seva fama va derivar de les seves pedreres de marbre blanc, conegut per marbre de Carrara, però que encara era de superior qualitat i que es va usar a Roma a partir d'August. El marbre s'usava també per fer estàtues, i era considerat millor que el de Paros. Els edificis de Luna i fins i tot les muralles, es diu que eren de marbre, i Kyriacus Anconitanus, un viatger i antiquari del segle xv ho confirmava.
El final de la ciutat es desconeix. Va ser saquejada pels normands l'any 857 però probablement no la van destruir. Dante Alighieri parla de Luna i explica que era una ciutat completament en runes.
Es conserven vestigis de l'amfiteatre, d'un edifici semicircular potser un teatre, del circ, d'una piscina i fragments de columna, pedestals, etc. Totes les ruïnes són d'època romana i no hi ha vestigis de la ciutat etrusca. Les ruïnes són a uns 5 km al sud de la moderna Sarzana i a menys de 2 km de la mar.
El seu port, molt conegut a l'antiguitat, es deia Portus Lunae.